# Joan Marsillach i Parera
Joan Marsillach i Parera   (Barcelona, 22 de març de 1821 - Sant Gervasi de Cassoles, 29 de febrer de 1896) fou un metge català.

## Biografia
Era fill del cirurgià Miquel Marsillach i de Francisca Perera. Casat amb Joana Lleonard Oñate, fouo pare de Joaquim i d'Adolf Marsillach i Lleonart.
El 1888 va signar el missatge de Catalunya a la reina regent Maria Cristina. Va formar part de la delegació catalana del Patronatverein del Festival de Bayreuth de Bayreuth, que havia estat creat per Richard Wagner per a sufragar el cost de l'estrena de Parsifal.
El 1882 va fer construir la Torre Marsillach per a que hi visqués el seu fill Joaquim, malalt de tuberculosi.

## Fons personal
El seu fons personal es conserva a l'Arxiu Nacional de Catalunya. La documentació personal i familiar permet reconstruir la seva etapa de formació acadèmica general i específica, il·lustra alguns aspectes de la gestió del seu patrimoni i incorpora la correspondència amb la seva segona esposa, Maria Pla i Bertran. Inclou la documentació acreditativa de la seva activitat professional mèdica, des de l'època inicial a Riudecols, a la pràctica hospitalària a la Casa Provincial de Maternitat i Expòsits i a l'Hospital de la Santa Creu de Barcelona, passant per la seva activitat docent a la Facultat de Medicina i a l'ensenyament especial de practicants de la Universitat de Barcelona. Aplega també cartes a diversos corresponsals, en especial el seu cosí polític Francesc Martinell i Oñate. Finalment, inclou diversos títols de soci i certificacions d'ingrés a entitats econòmiques, mèdiques i assistencials com ara, entre d'altres, la Sociedad Médica General de Socorros Mútuos (1853), l'Asociación de Socorro y Protección a la Clase Obrera y Jornalera (1857), l'Acadèmia de Medicina i Cirurgia de Barcelona (1859) o l'Academia Médico-Quirúrgica Matritense (1860).